# Stamhuset Tjele
Stamhuset Tjele blev oprettet den 18. november 1759 af generalmajor Christian Ditlev von Lüttichau med Tjele Gods som midtpunkt. Stamhuset blev afløst i 1930.

## Tjele stamhusbesiddere
- (1737-1767) Christian Ditlev von Lüttichau
- (1767-1801) Hans Helmuth von Lüttichau
- (1801-1809) Christian Ditlev von Lüttichau
- (1809-1824) Ida von Bülow gift von Lüttichau
- (1824-1857) Hans Helmuth von Lüttichau
- (1857-1911) Christian Ditlev von Lüttichau
- (1911-1921) Hans Helmuth von Lüttichau
- (1921-1963) Christian Ditlev von Lüttichau